# 보조제
약리학에서 보조제(adjuvant)는 특정 약물의 효능을 높이기 위해 사용되는 약물, 물질, 또는 물질의 조합이다. 구체적으로 다음을 가리킨다.
- 암 관리에서의 보조제 요법(영어판)
- 통증 관리에서의 진통제 보조제(영어판)
- 백신에서의 면역학적 보조제

## 같이 보기
- 제목에 "보조제" 항목을 포함한 모든 문서

| Disambiguation icon | 이 문서는 명칭이 같고 같은 종류에 속하는 여러 대상을 연결하는 색인 문서입니다. |